# Komlóska
Komlóska ist eine ungarische Gemeinde im Kreis Sárospatak im Komitat Borsod-Abaúj-Zemplén. Zwei Drittel der Bewohner gehören zur Volksgruppe der Russinen.

## Geografische Lage
Komlóska liegt in Nordungarn, 57 Kilometer nordöstlich des Komitatssitzes Miskolc, acht Kilometer nordwestlich der Kreisstadt  Sárospatak, an dem Fluss Nagy-Egres-patak. Die Nachbargemeinde Erdőhorváti befindet sich vier Kilometer südwestlich.

## Geschichte
Im Jahr 1913 gab es in der damaligen Kleingemeinde 144 Häuser und 697 Einwohner auf einer Fläche von 6189  Katastraljochen. Sie gehörte zu dieser Zeit zum Bezirk Tokaj im Komitat Zemplén.

## Bildung
Eine Besonderheit des Ortes sind der Kindergarten und die Grundschule, die beide russinischsprachig sind.

## Sehenswürdigkeiten
- Griechisch-katholische Kirche Urunk Mennybemenetele, erbaut 1820
- Naturlehrpfad (Telér tanösvény)
- Park
- Russinisches Heimatmuseum (Ruszin tájház)
- Burgruine Solymos (Solymos vára), südwestlich des Ortes gelegen

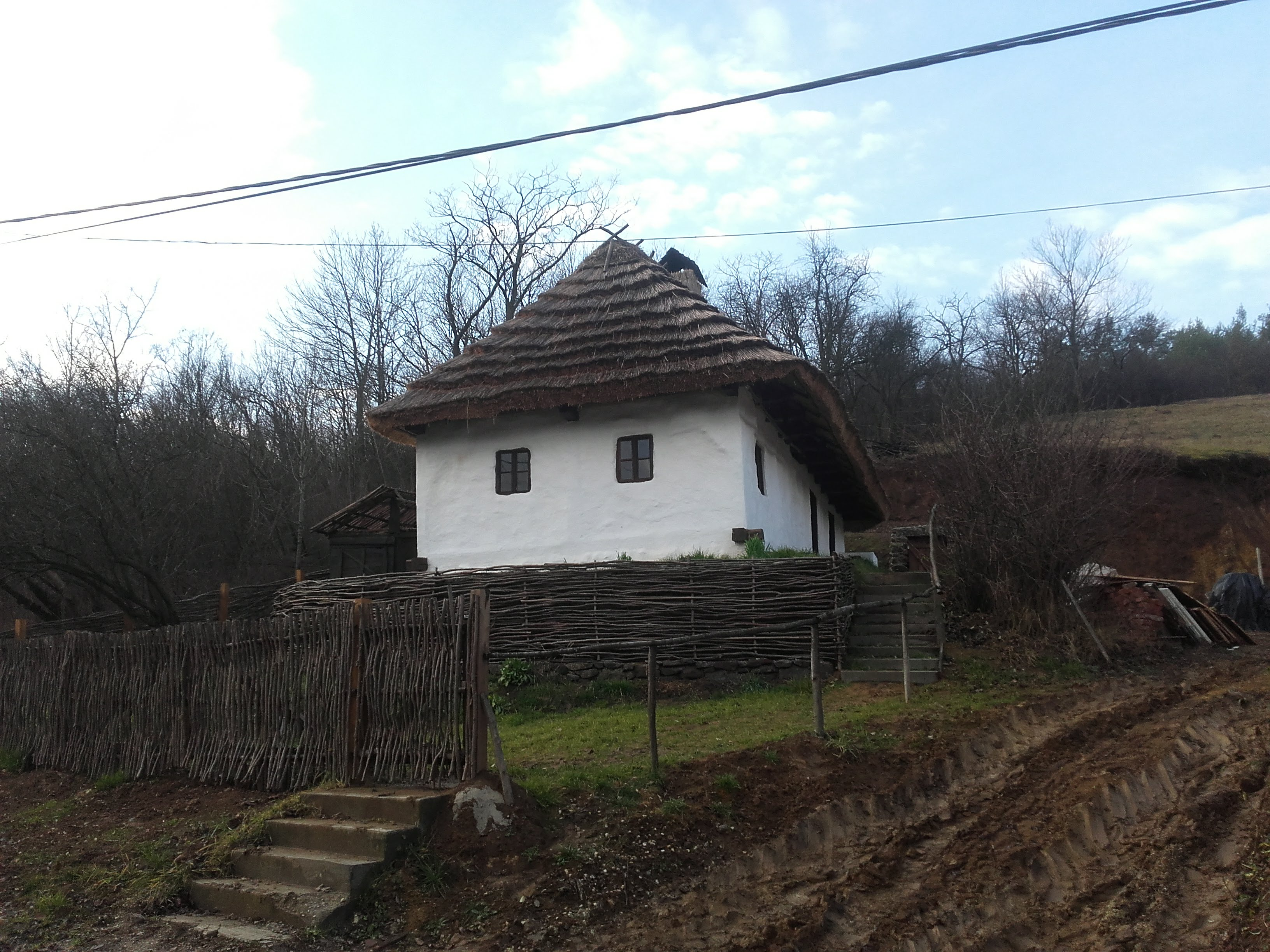
Russinisches Heimatmuseum
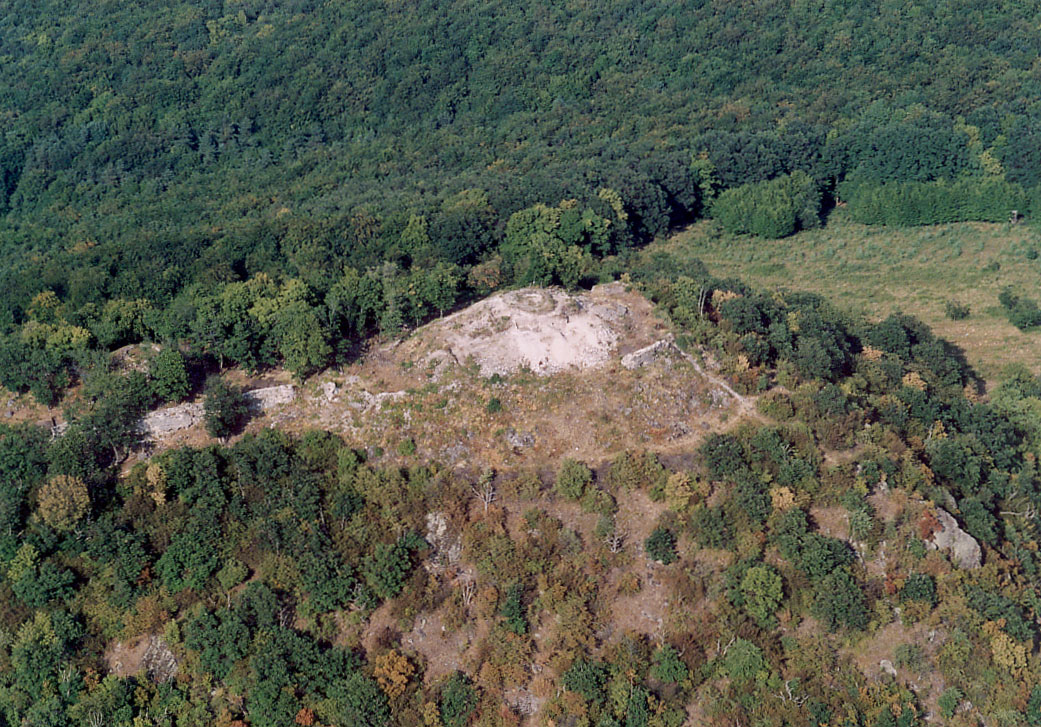
Blick auf die Burgruine Solymos

## Verkehr
Komlóska ist nur über eine Nebenstraße von Erdőhorváti aus zu erreichen. Es bestehen Busverbindungen über Erdőhorváti, Tolcsva und Vámosújfalu zum nächstgelegenen Bahnhof Olaszliszka-Tolcsva.